# Barn Songs
Barn Songs ist ein Jazzalbum von Fay Victor. Die am 6. September 2018 in der Scheune Looking Glass Arts bei West Fulton, New York, entstandenen Aufnahmen erschienen 2019 auf dem Label Northern Spy.

## Hintergrund
„Barn Songs“, ihr zehntes Album unter eigenem Namen, lässt Victor Lieder wieder aufgreifen, die sie 20 Jahre zuvor in Amsterdam komponiert hat, als sie sich von einer Straight-ahead-Jazz-Sängerin zu einer Improvisatorin wandelte, notierte Jim Hynes.
Als Fay Victor in den 1990er-Jahren Schwierigkeiten hatte, in der New Yorker Jazzszene Fuß zu fassen, wagte die Sängerin und Komponistin einen Umzug nach Amsterdam, um ihre Stimme zu verfeinern und ihre Improvisationsinstinkte zu entwickeln – ein Schritt, der Victor von einer geradlinigen Jazzsängerin zu einer gewagten Gesangsimprovisatorin werden ließ. Über 20 Jahre später, als sie nach New York zurückgekehrt war und eine monatliche Residenz in der 55 Bar im West Village innehatte, hat Victor ihre Amsterdamer Kompositionen für Barn Songs noch einmal aufgegriffen. Sie spielte damals mit Darius Jones und die beiden sahen Potenzial darin, die Songs wieder zum Leben zu erwecken. Sie schrieb auch die Texte „Talk, Talk“ und „Dream State“ für das Projekt.
Das experimentelle Projekt, das sie schließlich zusammen mit der Cellistin Marika Hughes und dem Altsaxophonisten Darius Jones aufnahm, wurde in einer heruntergekommenen Scheune verwirklicht, die Hughes in den nördlichen Ausläufern der Catskills besitzt.

## Titelliste
- Fay Victor: Barn Songs  (Northern Spy – NS121)[2]

1. Dream State 4:47
2. Last Night’s Dinner 3:15
3. Stealaway 5:06
4. Sometimes 5:34
5. Talk Talk (pt 2) 3:12
6. Nico 9:46
7. There They Are 5:11

Die Kompositionen stammen von Fay Victor und Jochem van Dijk.

## Rezeption
Fay Victor sei vieles – eine Komponistin, Liedtexterin, Pädagogin und Wegbereiterin, schrieb Jim Hynes (Making a Scene). Sie würde über einen einzigartigen Gesangs-, Sprach- und Darbietungsansatz verfügen, der die Grundlage der Jazzgesang-Idioms  bilde. Sie sehe die Stimme als direkten und kraftvollen Kanal für Sprache und Botschaften in einem improvisierenden Kontext. Beim Zuhören flössen Worte in Klänge und wieder in Worte. Zu sagen, dass sie bis an die Grenzen geht, sei eine gewaltige Untertreibung; sie sei unvergleichbar. „Nico“ und „Talk Talk“ seien die herausragenden Titel des Albums, und der intime Aspekt dieser Aufnahme werde in „Last Night’s Dinner“ auf die zärtlichste Art und Weise zum Ausdruck gebracht. Dennoch wirke dieses Gesangsprojekt zunächst etwas verwirrend. Doch das Talent und die Kunst seien überdeutlich und dürften schließlich dazu verleiten, noch einmal ihren Texten zuzuhören und sich beim nächsten Zuhören auf die musikalischen Eigenschaften ihrer Stimme und das schillernde, oft subtile Zusammenspiel der beiden Instrumente und ihrer Stimme zu konzentrieren.